# The Goob
The Goob è un film del 2014 diretto da Guy Myhill da una sua sceneggiatura.

## Riconoscimenti
- 2014 - British Independent Film Awards
  - Miglior produzione
  - Nomination Miglior attrice non protagonista a Sienna Guillory
  - Nomination Miglior esordiente a Liam Walpole

- 2014 - Dinard British Film Festival
  - Miglior film

- 2014 - London Film Festival
  - Nomination Best British Newcomer
  - Nomination First Feature Competition

- 2014 - Festival del cinema di Stoccolma
  - Miglior colonna sonora
  - Nomination Miglior film

- 2014 - Mostra internazionale d'arte cinematografica di Venezia
  - Nomination Queer Lion
  - Nomination Venezia Classici Award

- 2015 - Cyprus Film Days International Festival
  - Special Jury Award
  - Nomination Miglior film

- 2015 - National Film Awards
  - Nomination Miglior esordiente a Liam Walpole

- 2016 - Gold Aries Award Macau International Film Festival
  - Nomination Miglior regista esordiente

- 2016 - London Critics Circle Film Awards
  - Nomination Young British/Irish Performer of the Year a Liam Walpole